# Gig (Bootstyp)

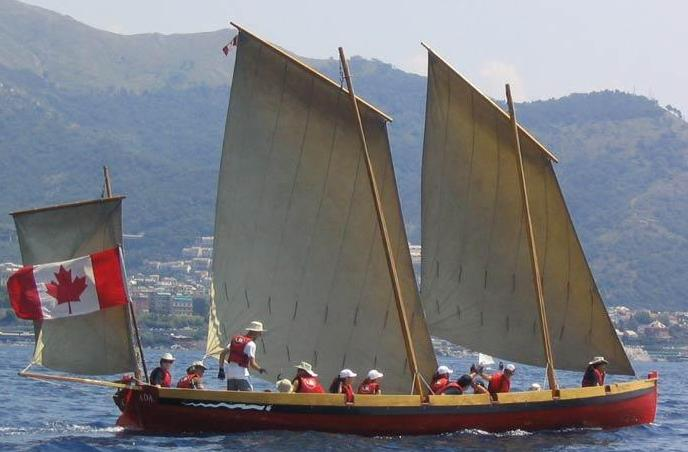
Gig

Als Gig (die, selten das; Mz. Gigs; auch Segelgig genannt) wird ein leichtes, schlankes, geklinkert gebautes Ruder-Beiboot mit einer Hilfsbesegelung der Segelschiffszeit bezeichnet. Bei einer durchschnittlichen Länge von 6 m bis 8 m waren die Boote nicht breiter als 1,6 m.
Wegen der geringen Breite der Fahrzeuge sind die Ruderbänke mit nur je einem Ruderer besetzt, und selten kommen mehr als sechs Ruderer zum Einsatz. Im Vergleich zu anderen Beibooten waren die Riemen der Gigs länger. Ausgewählte Ruderer konnten so über kurze Distanzen hohe Geschwindigkeiten erreichen. Auf Kriegs- und Handelsschiffen stand die  Gig üblicherweise dem Kapitän oder dem Kommandanten zur Verfügung. Das Boot wurde dann auch als  Kapitänsgig bezeichnet. Mitgeführt wurde die Gig an größeren Segelschiffen am Heckbalken oder Heckdavit hängend, damit sie schnell ausgesetzt werden konnte. Auf Walfangschiffen wurden Gigs auch als Fangboote eingesetzt. Sie wurden dort einsatzbereit in Davits hängend an beiden Bordseiten gefahren.
Im Rudersport ist ein Gigruderboot ein oben offenes, 78 cm  bis 100 cm breites Boot mit einem bis acht Ruderplätzen. Es wird für den Übungsbetrieb und beim Wanderrudern eingesetzt.